# Lagamas
 Lagamas  (en occitano Lagamars y en catalán Lo Mas d'Agamars) es una población y comuna francesa, situada en la región de Languedoc-Rosellón, departamento de Hérault, en el distrito de Lodève y cantón de Gignac.

## Demografía
| 61 | 46 | 43 | 56 | 71 | 111 | 110 |
| Para los censos de 1962 a 1999 la población legal corresponde a la población sin duplicidades (Fuente: INSEE [Consultar]) |    |    |    |    |     |     |